# Emil Hübner
Ernst Willibald Emil Hübner (født 7. juli 1834 i Düsseldorf, død 21. februar 1901 i Berlin) var en tysk klassisk filolog og arkæolog. 
Hübner, der var professor ved Universitetet i Berlin, var en fremragende medarbejder ved den store samling af alle latinske indskrifter (Corpus Inscriptionum Latinarum); han har heraf udgivet 2. bind med Spaniens indskrifter (Berlin 1869) og 7. bind med Britanniens (1873). Hertil slutter sig Inscriptiones Hispaniæ Christianæ (1871) og Inscriptioner Britanniæ Christianæ (1876). Videre kan nævnes Arqueologia de España (Barcelona 1888); Monumenta linguæ Ibericæ (Berlin 1893), en samling af tekster i et sprog, der taltes på den pyrenæiske halvø før romernes erobring, og hvoraf baskisk er en rest; index til 1. bind af Corpus Inscriptionum Latinarum; Exempla scripturæ epigraphicæ latinæ (1885); Römische Herrschaft in Westeuropa (1890). Som filolog har Hübner særlig gjort sig bekendt ved at udgive nogle fortrinlige "Grundrids til Forelæsninger" (væsentlig biografiske): romersk litteraturhistorie (4. udgave 1878); latinsk grammatik (2. udgave 1881); Philologiens Encyclopædi (2. udgave 1889); græsk syntax (1883). Hübner var i en årrække medredaktør af tidsskriften Hermes, og en tid redaktør af Archäologische Zeitung.